# Аршин мал алан

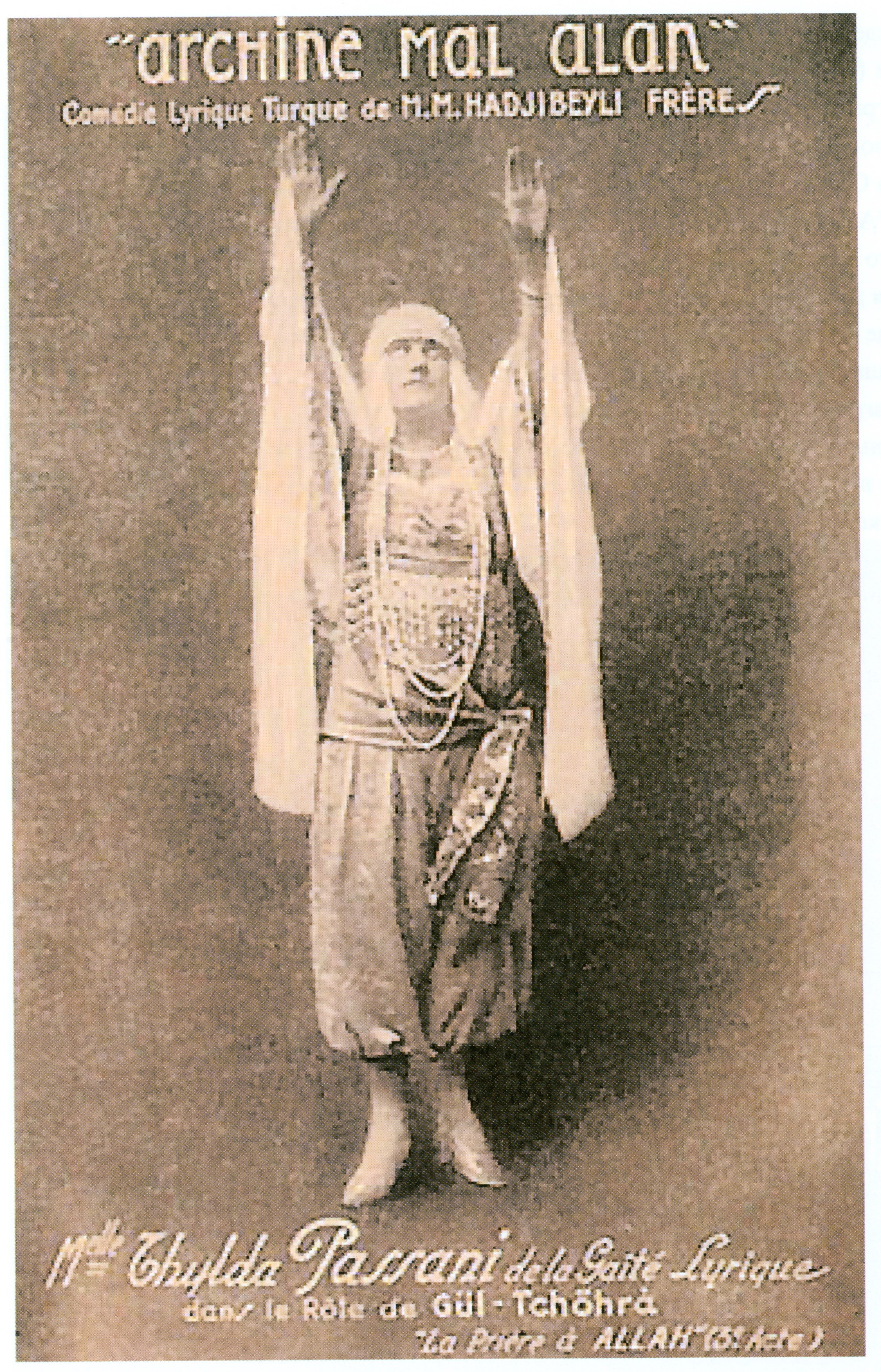
Театральний плакат в Парижі, 1925 рік

Аршин Мал Алан (азерб. Arşın mal alan) — комічна і романтична оперета 1913 року, створена азербайджанським композитором Узеїром Гаджибековим. Вона розповідає історію про торговця тканинами з міста Шуші 1900-х років, який шукає дружину. Гаджибеков написав оперету в Санкт-Петербурзі, і вона була поставлена 25 жовтня 1913 року. Оперета багата національними характеристиками та реалізмом. Після прем'єри в Азербайджані оперета «Аршин Мал Алан» була показана в театрах Тбілісі, Єревану та Ашхабаду, а також в Ірані та Туреччині.

## Сюжет
Сюжет зосереджений на холостяку на ім'я Аскер, який хоче побачити і вибрати свою наречену до шлюбу. Однак у XIX столітті жінок тримали вдома, і коли вони все ж виходили на публіку, вони були вкриті хіджабом. Друг Аскера, Сулейман, пропонує йому замаскувати себе як торговця тканиною, і переконує що це надійний спосіб зустрічатися з жінками. Аскер погоджується і починає відвідувати будинки, продаючи тканини.
Аскер зустрічає жінку яку звуть Гульчохра, і вони закохуються, хоча справжня особистість Аскера залишається невідомою Гульчохрі. Аскер розкриває свою справжню особистість заможного бізнесмена батькові Гульчохри, заможному султану, і просить дозволу на шлюб. Султан погоджується, але Гульчохра відмовляється, кажучи що вона любить саме торговця, а не бізнесмена. Коли Гульчохра розуміє, що багатий бізнесмен, якого обрав її батько, насправді і є її коханий торговець, вона погоджується на шлюб.
Оперета закінчується одночасним одруженням чотирьох пар.

## Міжнародні вистави
«Аршин Мал Алан» ставився багатьма мовами та в театрах більш ніж 60 країн, включаючи постановки у Відні (2006), Пекіні (2010), та Лос-Анджелесі (2013).

## Персонажі
| Роль                                 | Тип голосу   |
| ------------------------------------ | ------------ |
| Аскер — молодий і заможний торговець | тенор        |
| Джахан — його тітка, вдова           | мецо-сопрано |
| Сулейман — друг Аскера               | баритон      |
| Велі — слуга Аскера                  | тенор        |
| Султан-бей — збіднілий бей           | бас          |
| Гульчохра — дочка султана-бея        | сопрано      |
| Асіф — племінниця султана            | сопрано      |
| Теллі — слуга султана-бея            | сопрано      |

## Перша дія
Аскер, молодий і заможний торговець, засмучений. Його тітка Джахан вважає його хворим, а його слуга Велі приховує причину «хвороби» свого господаря. Сулейман, один з друзів Аскера, заявляє, що настав час Аскеру одружитися.
Відповідно до традицій ісламу, наречений не може побачити свого наречену до весілля. Аскер же хоче одружитись з тою, яку кохає, і Сулейман пропонує переодягнути його в одяг торговця, забезпечивши йому доступ до приватних будинків.

## Друга дія
Гульчохра, дочка знатного, але збіднілого султан-бея, знає, що її батько має намір знайти багатого нареченого. Гульчохра не хоче одружуватися з незнайомцем, вважаючи за краще одружитися з тим, кого вона знає і любить.
Батько Гульчохри втомився бути самотнім і хотів би одружитися, якщо зможе знайти відповідну вдову.
Коли з'являється торговець зі своїм товаром, йому дозволяють контактувати з жінками в цьому домі. Поки вони дивляться на товари, Аскер дивиться на них. Він бачить Гульчохру і закохується. Гульчохра також зачарована Аскером. Коли інші жінки йдуть, Аскер зізнається Гульчохрі в коханні.
Тітка Джахан іде до султана-бея, як сваха, на прохання племінника. Султан радий зустріти таку чарівну вдову і робить їй пропозицію одружитися. Аскер погоджується віддати свою тітку в шлюб із султаном, але в свою чергу, він хоче одружитися з Гульчохрою. Султан обурений пропозицією віддати свою дочку заміж за якогось торговця. Султан розлючується і виганяє їх з дому.

## Третя дія
Сулейман відвідує султана-бея і пропонує заможного Аскера як чоловіка Гульчохри. Султан-бей погоджується із радістю. Перебуваючи в будинку султана-бея, Сулейман зустрічає і закохується в Асію, племінницю султана-бея.
Гульчохра засмучується, коли батько каже їй про майбутнє весілля. Вона благає свого батька не примушувати її до шлюбу, але він невблаганний. Бажаючи припинити опір дочки, він інсценує її викрадення і відправляє її до будинку Аскара.

## Четверта дія
Гульчохра вирішує покласти край своєму життю, щоб не виходити заміж за чоловіка, якого вона не кохає. Аскер заходить в останній момент і пояснює все Гюльчохрі, і вона дуже радіє. Лише султан-бей, знаючи, що вони його обдурили, стає злим. Тітка Джахан швидко заспокоює бея, обіцяючи вийти за нього заміж.
Зрештою відзначаються чотири весілля: Аскара з Гульчохрою; Султан-бея з тіткою Джахан, Сулеймана з Асією та Валлі (слуга Аскера) з Теллі (слуга султана-бея).